# Eutreta brasiliensis
Eutreta brasiliensis är en tvåvingeart som beskrevs av Stoltzfus 1977. Eutreta brasiliensis ingår i släktet Eutreta och familjen borrflugor. Inga underarter finns listade i Catalogue of Life.